# Torneio Internacional Masculino de Tênis 2024 - Doppio
Il doppio del torneo di tennis professionistico Torneio Internacional Masculino de Tênis 2024, facente parte della categoria Challenger 75 nell'ambito dell'ATP Challenger Tour 2024, si è giocato dal 18 al 24 novembre a San Paolo, in Brasile. Questa è stata la prima edizione del torneo.
In finale Federico Agustín Gómez e Luis David Martínez hanno sconfitto Christian Harrison e Evan King con il punteggio di 7–6(4), 7–5.

## Teste di serie
1. Guido Andreozzi /  Orlando Luz (primo turno)
2. Christian Harrison /  Evan King (finale)

1. Boris Arias /  Federico Zeballos (primo turno)
2. Luís Britto /  Fernando Romboli (primo turno)

## Wildcard
1. Lucca Acioly /  João Eduardo Schiessl (quarti di finale)

1. João Pedro Gomes Leme /  Felipe Moretti (primo turno)

## Ranking protetto
1. Arklon Huertas del Pino /  Conner Huertas del Pino (quarti di finale)

## Tabellone

### Legenda
| - Q = Qualificato - WC = Wild card - LL = Lucky loser | - ALT = Alternate - SE = Special Exempt - PR = Protected Ranking | - w/o = Walkover - r = Ritirato - d = Squalificato |

|  | Primo turno | Primo turno                            | Primo turno                            | Primo turno | Primo turno |  |  | Quarti di finale | Quarti di finale                       | Quarti di finale                       | Quarti di finale                       | Quarti di finale                       |   |   | Semifinali | Semifinali                                 | Semifinali                                 | Semifinali                   | Semifinali                   |    |   | Finale | Finale | Finale | Finale | Finale |  |
|  |             |                                        |                                        |             |             |  |  |                  |                                        |                                        |                                        |                                        |   |   |            |                                            |                                            |                              |                              |    |   |        |        |        |        |        |  |
|  | 1           | G Andreozzi O Luz                      | G Andreozzi O Luz                      | 64          | 6           |  |  |                  |                                        |                                        |                                        |                                        |   |   |            |                                            |                                            |                              |                              |    |   |        |        |        |        |        |  |
|  |             | FA Gómez LD Martínez                   | FA Gómez LD Martínez                   | 7           | 78          |  |  |                  | FA Gómez LD Martínez                   | 6                                      | 1                                      | [10]                                   |   |   |            |                                            |                                            |                              |                              |    |   |        |        |        |        |        |  |
|  |             | S Duncan H Reese                       | S Duncan H Reese                       | 6           | 7           |  |  |                  | S Duncan H Reese                       | 3                                      | 6                                      | [1]                                    |   |   |            |                                            |                                            |                              |                              |    |   |        |        |        |        |        |  |
|  | WC          | J Gomes Leme F Moretti                 | J Gomes Leme F Moretti                 | 2           | 5           |  |  |                  |                                        |                                        |                                        |                                        |   |   |            | FA Gómez LD Martínez                       | FA Gómez LD Martínez                       | 6                            | 6                            |    |   |        |        |        |        |        |  |
|  | 3           | B Arias F Zeballos                     | B Arias F Zeballos                     | 65          | 4           |  |  |                  |                                        |                                        | M Pucinelli de Almeida G Roveri Sidney | M Pucinelli de Almeida G Roveri Sidney | 4 | 4 |            |                                            |                                            |                              |                              |    |   |        |        |        |        |        |  |
|  |             | M Pucinelli de Almeida G Roveri Sidney | M Pucinelli de Almeida G Roveri Sidney | 7           | 6           |  |  |                  | M Pucinelli de Almeida G Roveri Sidney | M Pucinelli de Almeida G Roveri Sidney | 6                                      | 6                                      |   |   |            |                                            |                                            |                              |                              |    |   |        |        |        |        |        |  |
|  | WC          | L Acioly JE Schiessl                   | L Acioly JE Schiessl                   | 6           | 7           |  |  | WC               | L Acioly JE Schiessl                   | L Acioly JE Schiessl                   | 4                                      | 2                                      |   |   |            |                                            |                                            |                              |                              |    |   |        |        |        |        |        |  |
|  |             | G Heide F Meligeni Alves               | G Heide F Meligeni Alves               | 3           | 64          |  |  |                  |                                        |                                        |                                        |                                        |   |   |            | Federico Agustín Gómez Luis David Martínez | Federico Agustín Gómez Luis David Martínez | 7                            | 7                            |    |   |        |        |        |        |        |  |
|  | PR          | A Huertas del Pino C Huertas del Pino  | A Huertas del Pino C Huertas del Pino  | 7           | 6           |  |  |                  |                                        |                                        |                                        |                                        |   |   |            |                                            | 2                                          | Christian Harrison Evan King | Christian Harrison Evan King | 64 | 5 |        |        |        |        |        |  |
|  |             | Á Guillén Meza R Olivo                 | Á Guillén Meza R Olivo                 | 65          | 2           |  |  | PR               | A Huertas del Pino C Huertas del Pino  | A Huertas del Pino C Huertas del Pino  | 4                                      | 3                                      |   |   |            |                                            |                                            |                              |                              |    |   |        |        |        |        |        |  |
|  |             | R Bertola H Habib                      | 5                                      | 7           | [10]        |  |  |                  | R Bertola H Habib                      | R Bertola H Habib                      | 6                                      | 6                                      |   |   |            |                                            |                                            |                              |                              |    |   |        |        |        |        |        |  |
|  | 4           | L Britto F Romboli                     | 7                                      | 65          | [5]         |  |  |                  |                                        |                                        |                                        |                                        |   |   |            | R Bertola H Habib                          | R Bertola H Habib                          | 2                            | 1                            |    |   |        |        |        |        |        |  |
|  |             | J Clarke PA Saraiva dos Santos         | 6                                      | 3           | [10]        |  |  |                  |                                        | 2                                      | C Harrison E King                      | C Harrison E King                      | 6 | 6 |            |                                            |                                            |                              |                              |    |   |        |        |        |        |        |  |
|  |             | M Alves M Soto                         | 4                                      | 6           | [12]        |  |  |                  | M Alves M Soto                         | M Alves M Soto                         | 64                                     | 3                                      |   |   |            |                                            |                                            |                              |                              |    |   |        |        |        |        |        |  |
|  |             | G Bueno P Sakamoto                     | G Bueno P Sakamoto                     | 64          | 4           |  |  | 2                | C Harrison E King                      | C Harrison E King                      | 7                                      | 6                                      |   |   |            |                                            |                                            |                              |                              |    |   |        |        |        |        |        |  |
|  | 2           | C Harrison E King                      | C Harrison E King                      | 7           | 6           |  |  |                  |                                        |                                        |                                        |                                        |   |   |            |                                            |                                            |                              |                              |    |   |        |        |        |        |        |  |